# Igeldo (wijk)
Igeldo (Baskisch. Spaans: Igueldo) is een van de 17 districten van de Spaanse stad San Sebastian. In het noorden grenst grenst dit district aan de Cantabrische Zee, in het oosten aan de districten Antiguo en Ibaeta, in het zuiden aan de gemeente Usurbil en in het westen grenst aan de comarca Urola Costa (gemeente Orio). In 2020 had het district 1.072 inwoners.
Igeldo bestaat hoofdzakelijk uit een landelijke nederzetting op de heuvelrug waarvan de hoogste punt (niet in dit district) ook Igueldo heet. In 1180 werd bij besluit van koning Sancho VI van Navarra het grondgebied van deze nederzetting opgenomen in het grondgebied van de nieuw te stichten stad San Sebastian. In 1379 werd dit bevestigd door koning Hendrik II van Castilië. Wel behield het gehucht eeuwenlang een grote mate van autonomie binnen de gemeente San Sebastian. Tussen 1845 en 1851 was het kortstonding een onafhankelijke gemeente. Vanaf 1991 werd de roep om afsplitsing van San Sebastian weer luider, en in 2013 gebeurde dit door middel van een referendum daadwerkelijk. In 2014 werd dit echter voorlopig opgeschort door het Hooggerechtshof van het Baskenland, en in 2016 door hetzelfde tribunaal definitief ongedaan gemaakt.
Bekende personen die een tweede huis in Igeldo hadden of hebben zijn (onder andere): Julian Schnabel, Eduardo Chillida, Cristóbal Balenciaga.
Aiete · Altza · Amara Berri · Antiguo · Ategorrieta-Ulia · Añorga · Centro · Egia · Gros · Ibaeta · Igeldo · Intxaurrondo · Loiola · Martutene · Miracruz-Bidebieta · Miramon-Zorroaga · Zubieta